# Topolnica (Radovis)
Topolnica (macedónul: Тополница) település Észak-Macedóniában, a Délkeleti körzetben, a Radovisi járásban.

## Népesség
| Lakosok száma | 548  | 583  | 533  | 541  | 601  | 651  | 532  | 562  | 414  |
|               | 1948 | 1953 | 1961 | 1971 | 1981 | 1991 | 1994 | 2002 | 2021 |

- 2002-ben 562 lakosa volt, akik közül 500 török, 54 macedón, 7 albán és 1 cigány.